# Escuela Técnica Superior de Ingeniería de Telecomunicación de Barcelona
La Escuela Técnica Superior de Ingeniería de Telecomunicación de Barcelona (ETSETB), también conocida como UPC Telecos, es un centro universitario público de la Universidad Politécnica de Cataluña (UPC o Barcelonatech) creado en 1971. Cuenta con una amplia experiencia docente de 50 años y con el reconocimiento de la calidad de sus estudios, profesorado y titulados por las empresas del sector y de la sociedad, tanto a nivel nacional como internacional.
La escuela se encuentra en el Campus Nord de la UPC en Barcelona. En transporte público se puede acceder con varias líneas de autobús o bien con la Línea 3 del Metro mediante las estaciones de Palau Reial o Zona Universitaria.

## Inicios
Su inauguración tuvo lugar el 23 de noviembre de 1971. Ese mismo año se impartieron los dos primeros cursos del plan 64 de los estudios de Ingeniería de Telecomunicación en Tarrasa, concretamente en la Escuela de Maestría Industrial. Con el paso de los años y gracias al gran incremento de estudiantes, las instalaciones se extendieron hasta la Escuela de Ingeniería Industrial y la de Ingeniería Técnica Industrial de la misma localidad.
El verano de 1974 se traslada a Barcelona, a la calle San Pedro, a un edificio cedido por la Diputación, actualmente Centro de Cultura de las Mujeres Francesca Bonnemaison. Después de unos años, y con el aumento continuado de estudiantes, en 1978, se traslada al Campus Nord (ubicación actual) pero en un edificio provisional, a la espera de trasladarse a los edificios actuales, una vez finalizadas las obras, entre 1992 y 1994.

## Titulaciones
La Escuela ofrece actualmente varios grados en el ámbito TIC: Ingeniería de Tecnologías y Servicios de Telecomunicación (con las menciones de Sistemas de Telecomunicación, Telemática y Sistemas Audiovisuales), Ingeniería Electrónica, Ingeniería Física y Ciencia e Ingeniería de Datos.
En cuanto a másteres, además de impartir el Máster Universitario de Ingeniería de Telecomunicación (habilitante para la profesión de Ingeniero de Telecomunicación), también se ofrecen el Máster de Ingeniería Electrónica, Máster en Fotónica, Máster de Ingeniería Electrónica, Máster de Tecnologías Avanzadas de Telecomunicación y Máster en Ciberseguridad. Además, la Escuela participa en los másteres interuniversitarios de Visión por Computador y Tecnologías Cuánticas.